# Bedradingsstift

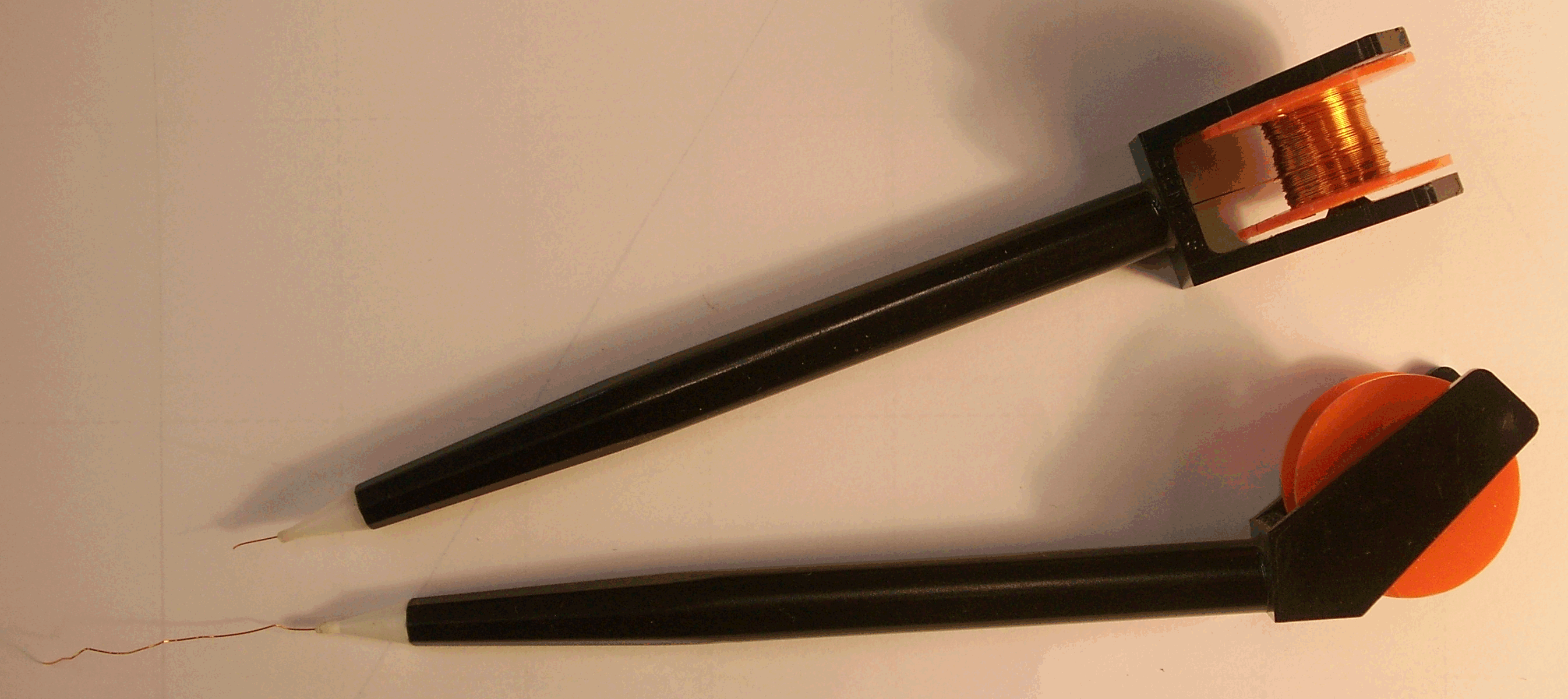
Bedradingsstift voorzien van een klosje koperlakdraad

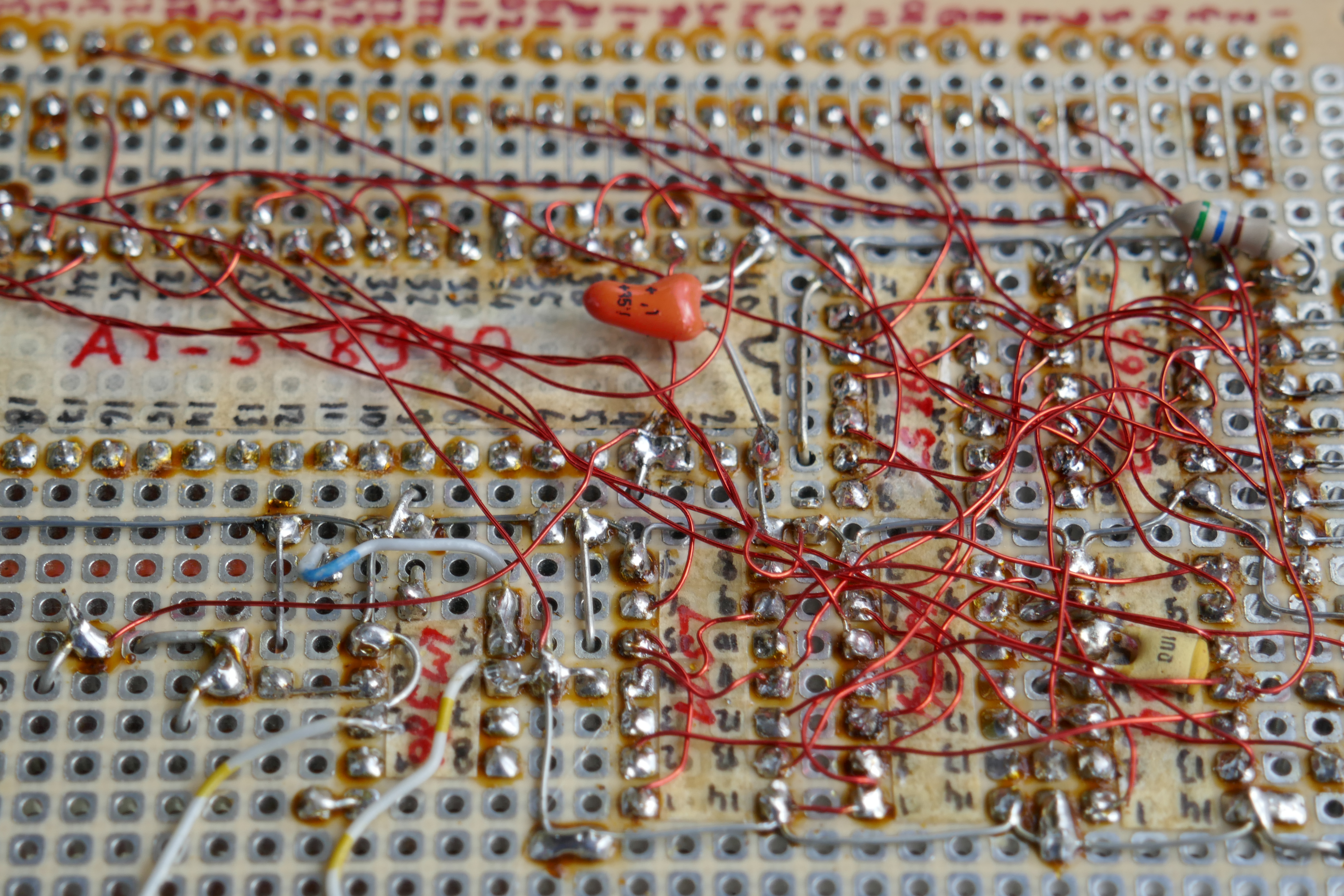
Elektronische schakeling gemaakt met een bedradingsstift

Een bedradingsstift (Engels: wiring pencil) is een holle stift met een klosje koperlakdraad die wordt gebruikt om componenten op een experimenteer-printplaat met elkaar te verbinden met behulp van een soldeerbout. De koperdraad is bedekt met een speciaal soort isolerende lak die wegsmelt tijdens het solderen. De bedradingsstift wordt gebruikt om snel prototypes van schakelingen te maken, maar ook om gedrukte schakelingen te repareren of te verbeteren (Engels: patching). Bij het smelten van het isolatielaagje kan een kleine hoeveelheid gas vrijkomen, daarom moet tijdens het werk voor voldoende ventilatie worden gezorgd.